# 孔扶
孔扶（?—?），表字仲淵，魯國（今山東省曲阜市）人，东汉时期的大臣。
孔扶是孔子的十九代孫。官至太常。漢順帝陽嘉二年（133年）五月十九，司空王龔免職後，六月初二，孔扶被任命为司空。陽嘉三年（134年），因為旱災，周舉上疏批評朝政，十一月十一，司徒劉崎、司空孔扶被免職，十一月十四大司农黃尚接替为司徒，光祿勳王卓接替為司空。建宁元年（168年）三月十八日至四月十一日，谒孔子冢。